# Uomo vs. Natura
Uomo vs. Natura (Man vs. Wild, noto anche come Ultimate Survival e Born Survivor: Bear Grylls) è un docu-reality incentrato sulla sopravvivenza condotto da Bear Grylls e trasmesso da Discovery Channel.
In Italia va in onda sul canale Discovery Channel anche come L'ultimo sopravvissuto, su Italia 2 di Mediaset con il titolo originale Man vs. Wild, e su Italia 1 all'interno del programma Wild - Oltrenatura. Dal 13 settembre 2012 va in onda su DMAX con il titolo Bear Grylls - L'ultimo sopravvissuto. Il programma viene prodotto da diverse produzioni.

## Formato
Ogni episodio inizia con l'atterraggio del protagonista in un luogo selvaggio della terra, ad esempio in mezzo alla savana, in alta montagna, nel deserto o in una foresta pluviale.
Munito di un equipaggiamento minimo, ovvero quello che potrebbe avere un turista disperso, seguito da una troupe televisiva, egli cercherà di raggiungere un luogo abitato, nel frattempo si procurerà cibo (molto spesso si troverà a mangiare cibi disgustosi) e acqua utilizzando la sua esperienza, inoltre si costruirà un riparo per la notte.

## Critiche
Il programma è stato criticato per aver mentito sulla reale pericolosità ed effettiva autenticità delle situazioni che vedono coinvolto Bear Grylls. 
Per esempio nel 2006 è stato rivelato che Man vs. Wild ha ingannato gli spettatori facendo credere che Grylls stesse affrontando una missione estrema improvvisa per giustificare una sospensione di due settimane del programma già in realtà programmata.
La questione delle scene manipolate è stata sollevata da Mark Weinert, un consulente di sopravvivenza degli Stati Uniti, il quale ha riferito al giornale britannico The Times che - durante una registrazione in cui Grylls sosteneva di essere su di una isola deserta - in realtà era alle Hawaii ed ha dormito e mangiato sempre in albergo. Weinert ha anche affermato che la zattera realizzata con materiale di fortuna da Grylls in realtà è stata costruita dai membri del team prima di essere smontata in modo che Grylls potesse essere ripreso mentre la ricostruiva.
Durante una puntata Grylls ha voluto dimostrare di essere in grado di cavalcare cavalli "selvaggi", ma gli animali erano in realtà addomesticati, ed erano stati affittati da una stazione di trekking nelle vicinanze. 
Questo episodio, che nel filmato viene collocato su una sperduta isola del Sud Pacifico, è stato girato in realtà su una penisola nelle Hawaii già utilizzata in alcune produzioni di Hollywood.
Questi fatti sono stati confermati da Channel 4, che ha sostenuto però che non si trattava di documentari, ma di ricostruzioni per corsi di sopravvivenza, ammettendo l'errore di non aver avvisato lo spettatore di trovarsi davanti ad una finzione scenica. 
Il programma è stato modificato, apportando una voce fuori campo che all'inizio spiega brevemente che le situazioni presentate da Bear Grylls sono create per illustrare allo spettatore possibili espedienti di sopravvivenza.

## Puntate
| Stagione | Puntate | Inizio stagione   | Fine stagione     |
| -------- | ------- | ----------------- | ----------------- |
| 1        | 15      | 10 marzo 2006     | 20 luglio 2007    |
| 2        | 13      | 11 settembre 2007 | 6 giugno 2008     |
| 3        | 10      | 6 agosto 2008     | 2 giugno 2009     |
| 4        | 11      | 12 agosto 2009    | 17 febbraio 2010  |
| 5        | 7       | 19 giugno 2010    | 22 settembre 2010 |
| 6        | 6       | 17 febbraio 2011  | 24 marzo 2011     |
| 7        | 6       | 11 luglio 2011    | 29 novembre 2011  |